# حراقة (هجرة)

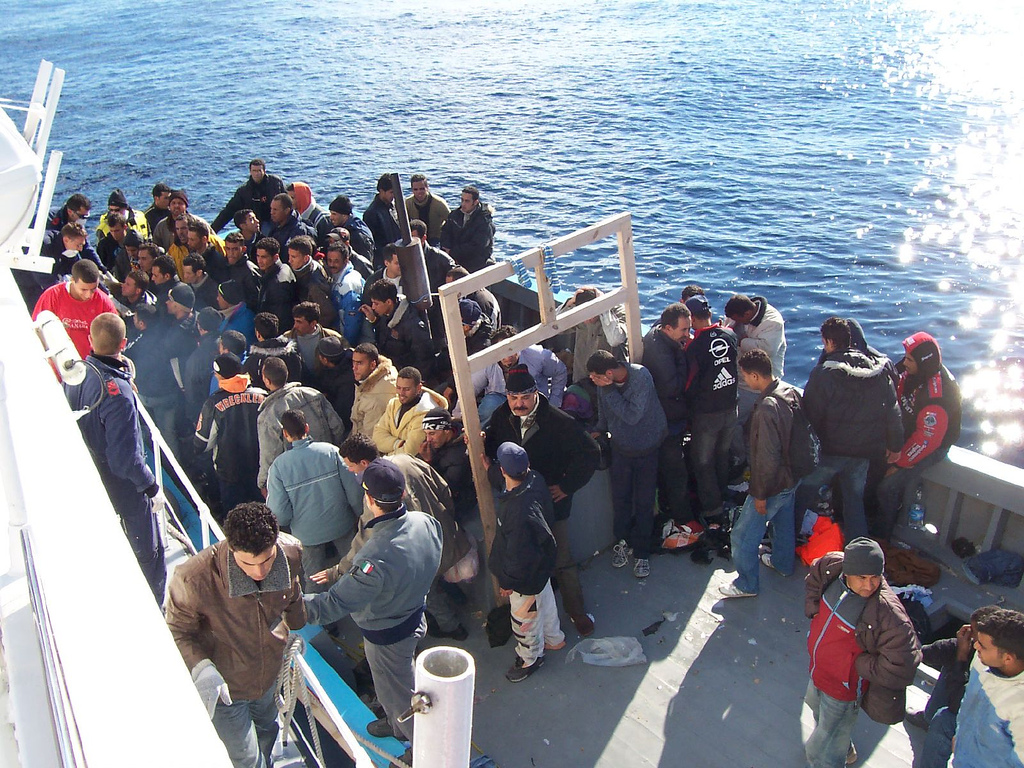
الحراقة عند مشارف جزيرة لمبدوزا

الحراقة تسمية تطلق على المهاجرين غير الشرعيين من المغرب العربي إنضاف إليهم الأفارقة من جنوب الصحراء الكبرى ثم لحق بهم العديد من المهاجرين من آسيا.
إقدام الحراقة على الهجرة بقوارب بسيطة عادة راجع لتقطع السبل بهم وصعوبة الحصول على عمل لائق وطول الانتظار، ما دفع بهم لحلول راديكالية. تبقى الأوضاع الاقتصادية الرديئة والبطالة هي السبب الرئيسي و الأول للجوء الشباب للحرقة

## أصل التسمية
الحرقة وهو الفعل الذي يؤدي إلى الهجرة السرية وأصل الكلمة من اللهجة الجزائرية وهي أن المهاجر السري كان لما يصل للقارة الأوربية يقوم بحرق الأوراق الثبوتية من جواز سفر وما شابه ذلك حتى لا تتمكن سلطات الهجرة من طرده لبد إقاته فتضطر لإطلاق سراحه، ثم تحول المهاجرون إلى حرق كل القوانين السارية وتخطي كل الصعاب مهما كانت فالحراق هو الشخص الذي يحرق كل الخطوات ويهجر بلده دون أن يمر بالبيروقراطيات التي تمنعه من السفر للبلد الأوربي.
و جاء في المعجم الوسيط ما يلي:
الحَرّاقةُ - حَرّاقةُ:
الحَرّاقةُ : ضربٌ من السُّفن فها مَرامي نيرانٍ يُرمَى بها العدوُّ في البحْر .
و الحَرّاقةُ سفينةٌ خفيفةٌ المرِّ . والجمع : حَرّاقات .
كما ذكرها ابن خلدون في كتابه العبر، حول مجموعة من المسيحيين المختطفين بأعمال القرصنة، حين هروبهم في تلك الزوارق من الأسر.
في العامية الجزائرية الغرب بالتحديد الحراقة بنطق القاف (ج باللهجة المصرية) هي جمع لحراق والحراق هو المهاجرون الذي يحرق أوراقه عند وصوله البلد الأوربي وتطور المعني لكل فعل لا يحترم القانون
فالجزائري يقول مثلا :
- نحرق لا شان = أتعدى على الطابور
- نحرق الفو روج = أتخطى الضوء الأحمر
- نحرق الحدود = أي أتخطى الحدود
- الحرقة لأوروبا = الهجرة غير الشرعية لأوروبا

و قبل أن تتحول القوافل من الشباب المهاجرين الغير شرعيين لإستعمال الزوارق كان كل واحد منهم يحرق وثائقة حال وصوله لأوربا عبر الباخرة أو الطائرة وبعضعم كان يسلمها لأحد المعارف ليعيدها لبلده الصلي ثم صارو يرمونها قبل طلوعهم هت الزوارق

## نقاط العبور
أول نقاط عبور الحراقة كانت عبر الموانئ المنتشرة عبر الساحل الجنوبي للمتوسط وبالخصوص موانئ المغرب العربي تحديدا تونس الجزائر والمغرب ففي الجزائر ركب الحراقة البواخر التجارية وناقلات البترول وكانو يختبؤون في البواخر بمؤونة قليلة أحيانا يجدون أنفسهم في أمريكا وأحيانا ترسو بهم الباخرة في ميناء أوربي.
مع تغير القوانين وتشديد العقوبات على أصحاب البواخر صار صعبا جدا دخول الموانئ المغاربية ومجازفة كبيرة بركوب البواخر دون دفع عمولات في الغالب يرمى الحراقة في عرض البحر ويفقدون أو يموتون.
غير الحراقة في التسعينات طرق الحرقة وصار عبورهم مباشرة عبر المحميات الإسبانية في المغرب أي سبتة ومليلية فتوجه الحراقة نحو هذين المعبرين نحو أوروبا يدخلون سبتة يقيمون فيها وقت ما يجدون فرصتا لتحويلهم نحو شبه الجزيرة الإيبيرية أو يركبون أحد الشاحنات متخفيين للنزول في الموانئ الإسبانية في الجهة المقابلة
فكلما يغلق الأوربيون طريقا يفتح الحراقة طريقا جديدا البعض الآخر إتجه نحو بولونيا قبل أن تدخل الإتحاد الأوربي توقع إتفاقية شنقن ثم التشيك عند انفصالها عن سلوفاكيا ثم اليونان وطريق عبر دول المعسكر الشرقي
مع إحكام الدول الأوربية غلق الحدود البرية والجوية لمجال شنقن عن أي مهاجر غير شرعي ومضاعفة عمليات الطرد وبدخول الأفارقة مغامرة الحراقة صار الحراقة أكثر راديكالية ويغامرون أكثر من قبل لا حل لمن أراد أن يهاجر لأوربا سوى المراكب البسيدة التي تحمل محركا ومزودين أحيانا بجي بي اس.
استقل الحراقة مراكب لوصول الشواطئ الأوربية نحو جزيرة سردينيا شواطئ إيطاليا عبر مدينة عنابة بلجزائر ثم بدأت الحرقة بعد 2001 تتبنى المراكب وتنطلق من شواطئ الجزائر الغربية نحو إسبانيا و شواطئ المغرب نحو إيطاليا حتى صارت تعم كل شواطئ شمال إفريقيا من ليبيا حتى آخر شواطئ موريتانيا

## السياسة
نظرا لتفشي الظاهرة وكثرة الضحايا العزل ضغطت الدول الأوربية على دول الجنوب للحد من ظاهرة الحرقة والهجرة السرية ككل وصارت بعض الدول تستغل الحراقة سياسيا كما حدث مع معمر القذافي عندما هدد أوروبا بإلاق مئات الحراقة للهجوم على أوروبا واستغلها المترشحون في الانتخابات في أوروبا كما فعل نيكولا ساركوزي في حملته الأولى للرئاسيات

## فنيا
فنيا غنى عن الحرقة فنانون كثيرون من الجزائر وغيرها من البلدان المغاربية أهمهم خالد 
اهتم المغتربون بظاهرة الحرقة ونشرو عدة فيديوهات عن الموضوع
كتاب كبار كتبو عدة روايات  عن الحرقة وصورت عدة أفلام عنها 
و تشبه ظاهرة الحرقة بمثيلاتها في كوبا عندما يستقل المهاجرون الكوبيون براميل البترول للهجرة نحو أمريكا لميامي أو البوت بيبول الفيتناميين الذين كانوا يهاجرون لهونغ كونغ بحثا عن العمل.
قبل الثورات العربية بقليل لوحضت ظاهرة قيام الشبان الباحثين عن العمل المؤهلين للحرقة وبتشديد القوانين لمنع آخر وسائل هجرتهم المفضلة عبر المراكب البسيطة المزودة بمحرك يقومون بحرق أنفسهم
من الحرقة المشبهة إلى الحرقة الحقيقية فتسببت في تفجير الثورات العربية. وإسقاط نظام زين العابدين بن علي في تونس